# Comic Forum
Comic Forum ist eine österreichische Fachzeitschrift, die von Mai 1979 bis Juni 1998 erschien. Sie brachte Reportagen, Interviews und Rezensionen zum Thema Comic sowie auch einige Comicseiten.

## Geschichte

### Verlag
Das Heft wurde zunächst im Verlag von Wolfgang Alber verlegt, danach ab Nr. 31 in der Comic Verlagsgesellschaft in Wien. Die letzten fünf Ausgaben erschienen in der Forum Verlagsgesellschaft in Furth an der Triesting. Es wurden insgesamt 67 Ausgaben produziert.

### Chefredaktion
Chefredakteure der Zeitschrift waren Wolfgang Alber (bis Nr. 30), Erich L. Nussbaumer (bis Nr. 32), Alfred Schuh (bis Nr. 38) und Harald A. Havas (bis Nr. 67).

### Letzte zwei Ausgaben
Die letzte reguläre Ausgabe, Nr. 66 von Dezember 1994, verkündete eine Fusion mit der Fachzeitschrift COMIC! des Interessenverbandes Comic. Auf dem Cover stand deshalb erstmals eine ISSN (0945-926X). Die Fusion scheiterte daran, dass die Beiträge aus Österreich für die geplante Ausgabe 67 monatelang nicht eintrafen und die deutsche Redaktion beschloss, unter dem alten Namen und der Nummer 10 alleine weiterzumachen. Erst im Juni 1998 verabschiedete sich Wolfgang Alber mit dem 24 Seiten dünnen 67. Heft, das einen Index aller Ausgaben, ein Carl-Barks-Interview und neben einigen Comics auch Nachrufe auf die Zeitschrift von ehemaligen Autoren enthielt.

## Inhalt
Zu den Autoren der Zeitschrift zählten u. a. Markus Tschernegg, Thomas A.T. Bleicher-Viehoff, Martin Frenzel, Peter Pohl, Klaus Strzyz, Wolfgang J. Fuchs, Joachim Kaps, Gerhard Förster, Andreas C. Knigge, Horst Berner, Michael Wittmann, Achim Schnurrer, Jörg Petersen, Erich Brandmayr und Heiner Lünstedt.
Von 1981 bis 1994 vergab die Zeitschrift jährlich den Prix Vienne. Dafür wurden die Leser nach ihren Favoriten in verschiedenen Kategorien gefragt. Bei den Zeichnern gewannen Jean Giraud/Moebius und Hermann je sechsmal. Bei den Textern kam Pierre Christin in vier Jahren auf Platz 1. In der Kategorie Alben schafften es die Serien Die Türme von Bos-Maury und Reisende im Wind oft in die vorderen Ränge, in der Kategorie Bücher Corto Maltese. Beliebtester Verlag war fast immer Carlsen, beliebteste Zeitschrift siebenmal Schwermetall. "Dotiert" war der Preis in Anspielung an Krazy Kat mit einem Ziegelstein, der extra in einer österreichischen Manufaktur gefertigt wurde.